# Campeonato Brasileiro de Tiro com Arco
O Campeonato Brasileiro de Tiro com Arco é uma competição desportiva organizada anualmente pela Confederação Brasileira de Tiro com Arco, filiada a Federação Internacional de Tiro com Arco - FITA. São disputadas nas modalidades Individual e Equipes nas divisões Recurvo e Composto. A forma de disputa atual é o Round FITA. Na mesma oportunidade é disputada a Copa do Brasil de Tiro com Arco.

## Campeões do Campeonato Brasileiro de Tiro com Arco - Outdoor

### RecurvoMasculino
| Ano  | Campeão                      | Pontuação | Vice-campeão                    | Pontuação | 3º Lugar                        | Pontuação |
| ---- | ---------------------------- | --------- | ------------------------------- | --------- | ------------------------------- | --------- |
| 1998 | Renato Dutra Melo Emilio     | 1193      | Fábio Passseato                 | 1160      | Leonardo Lacerda de Carvalho    | 1156      |
| 1999 | Leonardo Lacerda de Carvalho | 1214      | Renato Dutra Melo Emilio        | 1191      | Vitor Krieger                   | 1160      |
| 2000 | Daniel Rezende Xavier        | 1228      | Fábio Passseato                 | 1206      | Leonardo Lacerda de Carvalho    | 1193      |
| 2001 | Leonardo Lacerda de Carvalho | 1221      | Daniel Rezende Xavier           | 1211      | Renato Dutra Melo Emilio        | 1179      |
| 2002 | Daniel Rezende Xavier        | 1232      | Leonardo Lacerda de Carvalho    | 1230      | Marcos Bortoloto                | 1187      |
| 2003 | Marcos Bortoloto             | 1285      | Leonardo Lacerda de Carvalho    | 1283      | Daniel Rezende Xavier           | 1256      |
| 2004 | Leonardo Lacerda de Carvalho | 1277      | Marcos Bortoloto                | 1233      | Daniel Rezende Xavier           | 1207      |
| 2005 | Leonardo Lacerda de Carvalho | 1225      | Marcos Bortoloto                | 1210      | Fabio Carvalho Emílio           | 1174      |
| 2006 | Leonardo Lacerda de Carvalho | 1298      | Fabio Carvalho Emílio           | 1239      | Marcos Bortoloto                | 1234      |
| 2007 | Marcos Bortoloto             | 1252      | Daniel Rezende Xavier           | 1240      | Luiz Trainini                   | 1204      |
| 2008 | Daniel Rezende Xavier        | 1264      | Nelson Luis Leal Fernandes      | 1207      | Roberval Fernando dos Santos    | 1202      |
| 2009 | Bernardo Oliveira Sousa      | 1256      | Luis Felipe de Aguilar Paulinyi | 1242      | Marcos Bortoloto                | 1215      |
| 2010 | Daniel Rezende Xavier        | 1258      | Marcos Bortoloto                | 1239      | Luis Felipe de Aguilar Paulinyi | 1229      |

### CompostoMasculino
| Ano  | Campeão                      | Pontuação | Vice-campeão                 | Pontuação | 3º Lugar                    | Pontuação |
| ---- | ---------------------------- | --------- | ---------------------------- | --------- | --------------------------- | --------- |
| 1998 | Roberval Fernando dos Santos | 1345      | Marcio Ribeiro Sotto Mayor   | 1322      | Victor Sidi Neto            | 1310      |
| 1999 | Victor Sidi Neto             | 1338      | Marcio Ribeiro Sotto Mayor   | 1316      | Ferdinand Breiter           | 1315      |
| 2000 | Roberval Fernando dos Santos | 1324      | Victor Sidi Neto             | 1292      | José Maurício Xavier        | 1275      |
| 2001 | Roberval Fernando dos Santos | 1340      | Victor Sidi Neto             | 1338      | Claudio Comparato Contrucci | 1316      |
| 2002 | Victor Sidi Neto             | 1355      | Roberval Fernando dos Santos | 1327      | Claudio Comparato Contrucci | 1298      |
| 2003 | Victor Sidi Neto             | 1371      | Claudio Comparato Contrucci  | 1358      | Svend Erik Lobato Nielsen   | 1332      |
| 2004 | Victor Sidi Neto             | 1350      | Roberval Fernando dos Santos | 1335      | Felipe Rollin Ornelas Flor  | 1331      |
| 2005 | Roberval Fernando dos Santos | 1361      | Claudio Comparato Contrucci  | 1360      | Marcelo de Campos Roriz     | 1352      |
| 2006 | Roberval Fernando dos Santos | 1373      | Claudio Comparato Contrucci  | 1363      | Marcelo de Campos Roriz     | 1361      |
| 2007 | Roberval Fernando dos Santos | 1382      | Claudio Comparato Contrucci  | 1364      | Marcelo de Campos Roriz     | 1345      |
| 2008 | Victor Sidi Neto             | 1381      | Alexandre Augusto Cesar      | 1375      | Claudio Comparato Contrucci | 1366      |
| 2009 | Roberval Fernando dos Santos | 1376      | Marcelo de Campos Roriz      | 1362      | Claudio Comparato Contrucci | 1347      |
| 2010 | Roberval Fernando dos Santos | 1379      | Alexandre Augusto Cesar      | 1357      | Rogério Ambrósio de Lima    | 1353      |

### RecurvoFeminino
| Ano  | Campeão                       | Pontuação | Vice-campeão              | Pontuação | 3º Lugar                 | Pontuação |
| ---- | ----------------------------- | --------- | ------------------------- | --------- | ------------------------ | --------- |
| 1998 | Fátima de Carvalho Rocha      | 1165      | Maria Emília Strafacci    | 1048      | Eliane Zurk Ferreira Ito | 1013      |
| 1999 | Fátima de Carvalho Rocha      | 1165      | Maria Emília Strafacci    | 1157      | Isabela Rezende Xavier   | 1056      |
| 2000 | Fátima de Carvalho Rocha      | 1193      | Maria Emília Strafacci    | 1109      | Ana Carolina Leite       | 1072      |
| 2001 | Fátima de Carvalho Rocha      | 1210      | Ana Carolina Leite        | 1117      | Isabela Rezende Xavier   | 1025      |
| 2002 | Fátima de Carvalho Rocha      | 1232      | Maria Emília Strafacci    | 1230      | Petra Sanches Ruocco     | 1187      |
| 2003 | Fátima de Carvalho Rocha      | 1227      | Petra Sanches Ruocco      | 1202      | Maria Emília Strafacci   | 1158      |
| 2004 | Maria Emília Strafacci        | 1181      | Fátima de Carvalho Rocha  | 1180      | Eliane Zurk Ito          | 1134      |
| 2005 | Petra Sanches Ruocco          | 1210      | Fátima de Carvalho Rocha  | 1186      | Ana Beatriz Siqueira     | 1097      |
| 2006 | Petra Sanches Ruocco          | 1189      | Michelle Santos Flotter   | 1188      | Fátima de Carvalho Rocha | 1171      |
| 2007 | Petra Sanches Ruocco          | 1246      | Sarah de Oliveira Nikitin | 1213      | Fátima de Carvalho Rocha | 1181      |
| 2008 | Petra Sanches Ruocco          | 1249      | Sarah de Oliveira Nikitin | 1247      | Fátima de Carvalho Rocha | 1200      |
| 2009 | Sarah de Oliveira Nikitin     | 1231      | Fátima de Carvalho Rocha  | 1211      | Aline Martins Kwamme     | 1207      |
| 2010 | Michele Milan Terada Acquesta | 1222      | Sarah de Oliveira Nikitin | 1198      | Petra Sanches Ruocco     | 1132      |

## Ver Também
- Recordes Brasileiros de Tiro com Arco